# Cotkytle
Cotkytle är en ort i Tjeckien.   Den ligger i regionen Pardubice, i den östra delen av landet, 170 km öster om huvudstaden Prag. Cotkytle ligger 623 meter över havet och antalet invånare är 435.
Terrängen runt Cotkytle är huvudsakligen lite kuperad. Cotkytle ligger uppe på en höjd.Runt Cotkytle är det glesbefolkat, med 19 invånare per kvadratkilometer. Närmaste större samhälle är Šumperk, 17,9 km öster om Cotkytle. I omgivningarna runt Cotkytle växer i huvudsak blandskog.